# Nokia C2
Nokia C2是Nokia C系列第二款手机，由HMD Global发布于2020年3月的入门级智能手机。 